# Craugastor opimus
Espèce
Synonymes
- Eleutherodactylus opimus Savage & Myers, 2002

Statut de conservation UICN

 LC  : Préoccupation mineure
Craugastor opimus est une espèce d'amphibiens de la famille des Craugastoridae.

## Répartition
Cette espèce se rencontre du niveau de la mer à 1 040 m d'altitude au Panamá et en Colombie dans les départements de Chocó, de Valle del Cauca et dans l'Ouest d'Antioquia.

## Description
La femelle adulte mesure 69 mm.

## Publication originale
- Savage & Myers, 2002 Frogs of the Eleutherodactylus biporcatus group (Leptodactylidae) of Central America and northern South America, including rediscovered, resurrected, and new taxa. American Museum Novitates, no 3357, p. 1-48 (texte intégral).